# Gilles Garnier
Gilles Garnier (- 18 de enero de 1574), también conocido como "el ermitaño de St. Bonnot" y "el hombre lobo de Dole", fue un asesino en serie y caníbal condenado por licantropía.

## Crímenes
Gilles Garnier era un ermitaño residente en las afueras de la ciudad de Dole, en la provincia francesa de Franche-Comté. Tras contraer matrimonio, su esposa se fue a vivir con él a su casa, la cual se encontraba situada en una zona aislada. Gilles, acostumbrado a procurar alimento únicamente para sí mismo, encontró serias dificultades para mantener también a su esposa, lo que provocó desacuerdos en el matrimonio. Durante este periodo de tiempo, varios niños desaparecieron o fueron hallados muertos, tras lo cual las autoridades de la provincia emitieron un decreto alentando y otorgando permiso a los habitantes para dar caza y aniquilar al responsable, de quien sospechaban se trataba de un hombre lobo. 
Una tarde, un grupo de trabajadores procedentes de una ciudad vecina vio a través de una tenue luz lo que creyó era un lobo, pero uno de ellos acabó por reconocer al ermitaño, a quien hallaron junto al cadáver de un niño, tras lo cual Gilles fue arrestado.

## Confesión
De acuerdo con su testimonio en el juicio, mientras Gilles se encontraba cazando una noche en el bosque con el fin de obtener comida para sí mismo y para su esposa, un espectro apareció ante él ofreciéndole alivio a todos sus problemas y haciéndole entrega de un ungüento el cual le permitiría cambiar su forma humana por la de un lobo, facilitándole así las labores de caza. Garnier confesó haber acechado y asesinado al menos a cuatro niños de edades comprendidas entre los nueve y los doce años, cobrándose su primera víctima en octubre de 1572, cuando mató a una niña de diez años. Tras arrastrarla hasta unos viñedos a las afueras de Dole, Gilles la estranguló, desnudó el cadáver y comió la carne de los muslos y los brazos, tras lo cual extrajo algo más de carne con la intención de llevarla a casa para su esposa. Semanas después, Garnier atacó salvajemente a otra niña, a la cual mordió y arañó, si bien huyó tras ser interrumpido por un transeúnte, muriendo la víctima días después a consecuencia de las heridas.
En noviembre, Gilles mató a un niño de diez años, cometiendo de nuevo canibalismo al comer la carne de sus muslos y su vientre, arrancando a continuación una pierna al cadáver con el fin de guardarla como provisión. Estranguló posteriormente a otro chico, si bien volvió a ser interrumpido por un grupo de transeúntes, abandonando su presa antes de poder cometer canibalismo con ella. Ese mismo año atacó brutalmente a un joven con quien se cruzó, cortándolo por la mitad al morderle y desgarrarle el vientre. En 1573, Gilles estranguló a una niña, comiendo a continuación su carne y arrancando la pierna izquierda del cadáver para llevársela a su esposa. 
Garnier fue hallado culpable de "crímenes de licantropía y brujería", tras lo cual fue condenado a muerte y quemado en la hoguera el 18 de enero de 1574, habiendo sido su juicio oficiado por autoridades seculares en vez de por la Inquisición. Más de cincuenta testigos declararon que Gilles había atacado, matado y cometido actos de canibalismo con niños en campos y viñedos, llegando incluso a afirmarse que en unas ocasiones había sido visto con forma humana y en otras con forma de "hombre lobo".